# Süchbaataryn Batbold
Süchbaataryn Batbold (mong. Сүхбаатарын Батболд; ur. 1964 w Ułan Bator) – mongolski polityk, minister handlu i przemysłu w latach 2004–2006, minister spraw zewnętrznych i handlu w latach 2008–2012. Premier Mongolii od 29 października 2009 do 10 sierpnia 2012.

## Życiorys
Süchbaataryn Batbold urodził się w 1964 w Ułan Bator. W 1980 ukończył stołeczną szkołę średnią nr 14. W 1986 został absolwentem Moskiewskiego Państwowego Instytutu Stosunków Międzynarodowych, a w 1991 Business University w Londynie. W 2002 ukończył Akademię Dyplomatyczną przy Ministerstwie Spraw Zagranicznych Federacji Rosyjskiej w Moskwie.
W latach 1986–1988 był specjalistą w Ministerstwie Gospodarczych Stosunków Zagranicznych. Od 1988 do 1992 pełnił funkcję dyrektora w firmie eksportowej Mongol Impex, a w latach 1992–2000 funkcję dyrektora generalnego w firmie Altai trading.
W latach 2000–2004 zajmował stanowisko wiceministra spraw zagranicznych. Od 2004 do 2006 był ministrem handlu i przemysłu w gabinecie premiera Cachiagijna Elbegdordża. W latach 2004–2008 wchodził w skład parlamentu z ramienia Mongolskiej Partii Ludowo-Rewolucyjnej (obecna Mongolska Partia Ludowa). 19 września 2008 objął urząd ministra spraw zagranicznych i handlu w rządzie premiera Sandżaagijna Bajara. Jako szef dyplomacji, w lipcu 2009 gościł w kraju sekretarza generalnego ONZ Ban Ki-moona w czasie panelu dyskusyjnego w Ułan Bator poświęconego wprowadzeniem przez Mongolię Milenijnych Celów Rozwoju. W październiku 2009 reprezentował także premiera Bajara na spotkaniu Szanghajskiej Organizacji Współpracy.
28 października 2009, po rezygnacji z urzędu z powodów zdrowotnych przez premiera Bajara, Mongolska Partia Ludowo-Rewolucyjna nominowała Batbolda na stanowisko nowego szefa rządu. Do czasu zatwierdzenia nominacji przez parlament, p.o. premiera został wicepremier Norowyn Altanchujag. 29 października 2009 parlament zatwierdził Batbolda na stanowisku szefa rządu. Premier zobowiązał się do kontynuowania probiznesowej polityki poprzedniego gabinetu.
W 2010 Mongolska Partia Ludowo-Rewolucyjna powróciła do swej dawnej nazwy Mongolskiej Partii Ludowej. Zmiana nazwy spowodowała rozłam w strukturach ugrupowania. Część jej członków na czele z byłym prezydentem Nambarynem Enchbajarem opuściła ją i w roku następnym założyła nową partię pod starą nazwą Mongolskiej Partii Ludowo-Demokratycznej.
W styczniu 2012 rozpadowi uległa trwająca do 2008 „wielka koalicja” Mongolskiej Partii Ludowej i Partii Demokratycznej, wskutek czego rząd Batbolda utracił większość w parlamencie.
W wyborach parlamentarnych 28 czerwca 2012 Mongolska Partia Ludowa przegrała z Partią Demokratyczną, zdobywając 25 spośród 71 mandatów i znalazła się w opozycji. W konsekwencji Batbold utracił stanowiska zarówno szefa partii, jak i szefa rządu. 25 lipca 2012 nowym przewodniczącym Mongolskiej partii Ludowej został wybrany Öldzijsajchany Enchtüwszin. Natomiast 10 sierpnia 2012 stanowisko premiera objął Norowyn Altanchujag, lider zwycięskiej Partii Demokratycznej.
Süchbaataryn Batbold uważany jest za jednego z najbogatszych ludzi w kraju. Jest żonaty, ma pięcioro dzieci. Mówi w języku angielskim, rosyjskim i francuskim.